# 68948 Mikeoates
68948 Mikeoates è un asteroide della fascia principale. Scoperto nel 2002, presenta un'orbita caratterizzata da un semiasse maggiore pari a 2,7940330 UA e da un'eccentricità di 0,0352329, inclinata di 1,20947° rispetto all'eclittica.
L'asteroide è dedicato all'astronomo amatoriale britannico Michael Oates.